# Lijmpoging
Een lijmpoging is een poging om een conflict te bezweren.

## Nederland
In de Nederlandse politiek wordt hiermee specifiek bedoeld dat er wordt geprobeerd een kabinetscrisis te bezweren. Een lijmpoging wordt ondernomen als een of meer tot de regeringscoalitie behorende politieke partijen hun deelname aan het kabinet beëindigen. Er wordt dan meestal een informateur benoemd, die onderzoekt in hoeverre de uitgetreden coalitiepartner(s) bereid is/zijn om onder bepaalde voorwaarden zijn/hun deelname aan het kabinet te hervatten. Blijkt dit mogelijk, dan wordt er vrijwel direct hierna een formateur benoemd. Als dit niet mogelijk is valt het kabinet en moeten er nieuwe verkiezingen worden uitgeschreven.